# Production sous licence
La production sous licence désigne la production d'un bien par une entreprise ayant acheté la licence (le droit de le produire) à l'entreprise qui possède le brevet originel. L'entreprise productrice verse ainsi une rémunération au possesseur du brevet en échange d'une production sur un marché.

## Exemples
- L'entreprise automobile GAZ soviétique a produit ses premiers véhicules sous licence Ford[3] ;
- Le réacteur Rolls-Royce Nene a été produit sous licence en Australie, Canada, États-Unis et France ;
- Turkish Aerospace Industries a produit des avions de chasse General Dynamics F-16 Fighting Falcon pour l'armée de l'air turque ;
- Les États-Unis ont produit le English Electric Canberra sous le nom de Martin B-57 Canberra ;
- Le canon de 25 mm Type 96 japonais est une production sous licence du canon de 25 mm Hotchkiss français[4].